# Контрада Коле Сан Пјетро (Терамо)
Контрада Коле Сан Пјетро (итал. Contrada Colle San Pietr0) је насеље у Италији у округу Терамо, региону Абруцо.
Према процени из 2011. у насељу је живело 48 становника. Насеље се налази на надморској висини од 169 м.